# Knights of the Round Table (brano musicale)
Knights of the Round Table è una canzone dei Monty Python cantata nel film Monty Python e il Sacro Graal. Il brano è stato scritto da Graham Chapman e da John Cleese, con la musica di Neil Innes. Cantata dagli allegri (e beoti) cavalieri della Tavola Rotonda la canzone descrive i loro passatempi e altre attività non cavalleresche.

## Nel film
Dopo che Re Artù ebbe radunato tutti i suoi cavalieri, il gruppo raggiunse il favoloso castello di Camelot (il quale lo scudiero di Artù, Patsy, descrive come "solo un modellino"). Mentre Artù e gli altri cavalcano verso il castello, possiamo vedere all'interno del castello alcuni cavalieri (interpretati da tutti i Monty Python e da alcuni locali) che cantano la canzone e che si esibiscono in un ballo sul tavolo da pranzo. Dopo che la canzone finisce, Artù commenta "On second though let's not go to Camelot. It is a silly place" (Traducibile con: "Ripensandoci, non andiamo a Camelot. È un posto stupido". Come la maggior parte dei dialoghi del film, anche questa battuta è stata stravolta nel doppiaggio in italiano).

## Spamalot
La produzione di Broadway per Spamalot inserì una reinterpretazione della canzone nel primo atto. La canzone è presentata come una pastiche dei numeri musicali a Las Vegas. Il brano parla di come i cavalieri "mangiano prosciutto, marmellata e spam".